# Ondina Pozoco
Ondina Pozoco (Porto Alegre - 1942) é uma artista plástica brasileira. Dedicou-se a expressão pictórica nas suas várias formas, como aquarelas e pastéis, explorando a riqueza de detalhes e cores intensas. Participou da criação do Núcleo de Gravura do Rio Grande do Sul  e de Bienais em Porto Rico, Coréia do Sul, Espanha e Florença.
Desde 1980, Pozoco desenvolve o tema Mulheres e Criados-mudos, que resultou em séries de trabalhos retomados na exposição As mulheres e seus criados-mudos em 2016 na Gravura Galeria de Arte, em Porto Alegre. Essas obras apresentam técnicas diferentes. Entre elas, o desenho, a litografia, aquarela e a pintura acrílica.

## Formação
- 1975 a 1977 - Curso de desenho com Solange Vignolli - Porto Alegre/RS.
- 1980 - Curso de pintura com Carlos Britto Velho -Porto Alegre/RS.
- 1981 a 85 - Curso de pintura e desenho com Fernando Baril - Porto Alegre/RS.
- 1981 a 90 - Curso de litografia com Danúbio Gonçalves - Porto Alegre/RS.
- 1981 - Curso de pintura com Paulo Porcella - Porto Alegre/RS.
- 1982 - Curso Historia da Arte com Carlos Scarinci - Porto Alegre/RS.
- 1982 - Curso de criatividade e recuperação gráfica com Fernando Baril PoA /RS.
- 1983 - Curso de desenho com Milton Wurdig - Porto Alegre/RS.
- 1986 - Curso de calcogravura com Branca de Oliveira - Porto Alegre/RS.

## Participações em eventos
- 1986 - Curitiba - Paraná - Brasil - Mostra da Gravura Cidade de Curitiba (7. : 1986 : Curitiba, PR) - Casa da Gravura Solar do Barão (Curitiba, PR)
- 1987 - Recife - Pernambuco - Brasil - Salão de Arte Contemporânea de Pernambuco (40. : 1987 : Recife, PE : Galeria Metropolitana de Arte Aluízio Magalhães) - Galeria Metropolitana Aloísio Magalhães (Recife, PE)
- 1987 - Curitiba - Paraná - Brasil - Salão Paranaense (44. : 1987 : Curitiba, PR) - Museu de Arte Contemporânea (Curitiba, PR)
- 1989 - Porto Alegre - Rio Grande do Sul - Brasil - Mostra Gaúcha de Gravura (2. : 1990 : Porto Alegre, RS) - Centro Municipal de Cultura e Lazer Lupicínio Rodrigues (Porto Alegre, RS)
- 1990 - Curitiba - Paraná - Brasil - Mostra da Gravura Cidade de Curitiba (9. : 1990 : Curitiba, PR) - Museu da Gravura (Curitiba, PR)
- 1996 - Passo Fundo - Rio Grande do Sul - Brasil - Museu de Artes Visuais Ruth Schneider: exposição inaugural (1996 : Passo Fundo, RS) - Museu de Artes Visuais Ruth Schneider (Passo Fundo, RS)

## Premiações
- 1985 - 14º Salão do Jovem Artista - Primeiro Prêmio - Porto Alegre/RS;
- 1985 - Primeiro Prêmio no I Salão de Artes Visuais de Santo Ângelo/RS;
- 1985 - Segundo Prêmio no VII Salão Santarosense de Artes - Santa Rosa/RS;

## Cursos ministrados
- 1995 - Pastel Seco e Oleoso e Desenvolvimento do Processo Criastivo,

recuperação Gráfica e Técnicas Pictóricas - Krapok Escola de Arte - PoA/RS.
- 1995 - Curso de Desenvolvimento do Processo Criativo - Museu do Traballho - PoA/RS.

 Cursos ainda ministrados